# Canthigaster papua
Espèce
Statut de conservation UICN

 LC  : Préoccupation mineure
 Canthigaster papua est une espèce de poisson marin démersale de la famille des Tetraodontidae.
Canthigaster papua est un poisson de petite taille pouvant atteindre 10 cm de long.
Ce Canthigaster fréquente les eaux tropicales de l'Océan Indien et de la partie occidentale de l'Océan Pacifique.
Il affectionne les récifs coralliens aux eaux claires que ce soit les lagons ou les pentes externes, il se rencontre entre 6 et 50 m de profondeur.
Il a une activité diurne.